# Siła (województwo warmińsko-mazurskie)
Siła (dawniej Młyn Schilla, niem. Schillamühle) – osada w Polsce położona w województwie warmińsko-mazurskim, w powiecie olsztyńskim, w gminie Gietrzwałd. W latach 1975–1998 miejscowość administracyjnie należała do województwa olsztyńskiego.
Pierwotna nazwa pruska Skila wyparta została przez polską nazwę Siła.
Młyn założony w 1409 roku. W 1417 wystawiono ponownie dokument lokacyjny z trzema włókami na prawie chełmińskim, dla młynarza Fryderyka. Roczny czynsz wyznaczono na 8 marek i 6 "tłustych świń". Osada odnotowana w dokumentach z lat 1571, 1591, 1603, 1622, 1673, 1790, 1879, 1889.
W roku 1951 osada występowała pod nazwą Siła lub Siła Młyn. W latach 80. XX w. kolonia wsi Sząbruk.